# Tokyo Dome Live in Concert
| 평가 점수        | 평가 점수 |
| 출처             | 점수      |
| ---------------- | --------- |
| AllMusic         | [ 1 ]     |
| Record Collector | [ 2 ]     |

《Tokyo Dome Live in Concert》는 2015년 3월 31일에 발매된 미국의 하드 록 밴드 반 헤일런의 라이브 음반이다. 이 음반은 오리지널 리드 보컬리스트 데이빗 리 로스와의 첫 라이브 음반이며, 1993년의 《Live: Right Here, Right Now》에 이어 두 번째 라이브 음반이다.
이 음반은 창립 멤버 에디 반 헤일런이 2020년 10월 6일 사망하기 전 수록된 마지막 음반이다.

## 역사
이 음반을 발표하는 공식 보도 자료는 2015년 2월 5일에 도착했다. 이것은 정보가 며칠 앞서서 그리고 몇 달 동안 추측이 있은 후에야 유출되었다.
이 음반은 반 헤일런의 첫 라이브 음반으로, 그들의 원조 리드 싱어인 데이빗 리 로스와 현재 베이시스트인 볼프강 반 헤일런이 있다. 이 음반에는 2012년 발매된 《A Different Kind of Truth》를 포함하여 모든 로스의 프런트 반 헤일런의 곡들이 수록되어 있다. 하지만 이 음반에 실린 로스의 보컬 퍼포먼스는 비판을 받아왔다.
에디 반 헤일런에 따르면 밴드는 원래 반 헤일런이 주요 레이블에 서명하기 전에 했던 25곡의 오리지널 데모를 리믹스하고 싶었지만, 오리지널 테이프는 찾을 수 없었다. 이어 초기 클럽 공연 음반을 발표하는 방안을 검토했지만 음질이 너무 좋지 않은 것으로 평가됐다. 그 결과, 그들의 콘서트 녹음을 A Different Kind of Truth Tour에서 선택하기로 결정했다. 에디의 말에 따르면, 그들은 그 투어의 밤마다 그들의 믹싱 보드에 프로 툴스 워크스테이션이 부착되어 있었다.
커버 아트는 카산드르의 SS 노르망디 그림 1935년의 최신판이다.

## 곡 목록
| #   | 제목                         | 음반                                   | 재생 시간 |
| --- | ---------------------------- | -------------------------------------- | --------- |
| 1.  | 〈Unchained〉                | 《Fair Warning》 (1981년)              | 4:56      |
| 2.  | 〈Runnin' with the Devil〉   | 《Van Halen》 (1978년)                 | 3:44      |
| 3.  | 〈She's the Woman〉          | 《A Different Kind of Truth》 (2012년) | 2:57      |
| 4.  | 〈I'm the One〉              | 《Van Halen》                          | 4:12      |
| 5.  | 〈Tattoo〉                   | 《A Different Kind of Truth》          | 4:32      |
| 6.  | 〈Everybody Wants Some!!〉   | 《Women and Children First》 (1980년)  | 8:30      |
| 7.  | 〈Somebody Get Me a Doctor〉 | 《Van Halen II》 (1979년)              | 3:22      |
| 8.  | 〈China Town〉               | 《A Different Kind of Truth》          | 3:22      |
| 9.  | 〈Hear About It Later〉      | 《Fair Warning》                       | 5:11      |
| 10. | 〈Oh, Pretty Woman〉         | 《Diver Down》 (1982년)                | 3:08      |
| 11. | 〈Me & You (Drum Solo)〉     |                                        | 2:54      |
| 12. | 〈You Really Got Me〉        | 《Van Halen》                          | 5:34      |

| #   | 제목                            | 음반                         | 재생 시간 |
| --- | ------------------------------- | ---------------------------- | --------- |
| 1.  | 〈Dance the Night Away〉        | 《Van Halen II》             | 4:27      |
| 2.  | 〈I'll Wait〉                   | 《1984》 (1984년)            | 5:03      |
| 3.  | 〈And the Cradle Will Rock...〉 | 《Women and Children First》 | 3:44      |
| 4.  | 〈Hot for Teacher〉             | 《1984》                     | 5:44      |
| 5.  | 〈Women in Love...〉            | 《Van Halen II》             | 4:25      |
| 6.  | 〈Romeo Delight〉               | 《Women and Children First》 | 5:47      |
| 7.  | 〈Mean Street〉                 | 《Fair Warning》             | 5:11      |
| 8.  | 〈Beautiful Girls〉             | 《Van Halen II》             | 3:36      |
| 9.  | 〈Ice Cream Man〉               | 《Van Halen》                | 5:10      |
| 10. | 〈Panama〉                      | 《1984》                     | 4:20      |
| 11. | 〈Eruption〉                    | 《Van Halen》                | 8:08      |
| 12. | 〈Ain't Talkin' 'bout Love〉    | 《Van Halen》                | 6:07      |
| 13. | 〈Jump〉                        | 《1984》                     | 5:48      |